# Kaboom!
Kaboom! ist ein Computerspiel, das ursprünglich für die Spielkonsole Atari 2600 vom Programmierer Larry Kaplan entwickelt und von der Firma Activision im Jahre 1981 veröffentlicht wurde. Weiterhin wurde das Spiel für den Atari 5200 und die 8-Bit-Rechner von Atari veröffentlicht. Schließlich wurde auch eine Version für das Super Nintendo geschrieben, aber nie abgeschlossen und veröffentlicht. In den späten 1990er Jahren wurde noch eine Version in Form eines Schlüsselanhängers von der Firma Tiger Electronics auf den Markt gebracht.

## Spielidee
Das Spiel ist ein Ableger des Arcade-Spiels Avalanche. Kaboom! wurde mit einem Paddle-Controller gespielt, mit dem der Spieler einen Korb steuert, der dazu dient, herunterfallende Bomben des „Mad Bomber“ einzufangen, bevor diese explodieren. Punkte erhält der Spieler für jede Bombe, die gefangen wird. Der Spieler erhält einen zusätzlichen Ersatzkorb bei jeweils erreichten 1000 Punkten. Er verliert einen Korb, wenn er eine Bombe nicht fängt. Dabei fallen die Bomben im Laufe des Spiels mit einer immer höher werdenden Geschwindigkeit.